# 米特拉比尔
米特拉比尔是奥地利施蒂利亚州费尔德巴赫县的一个市镇。总面积7.88平方公里，总人口450人，人口密度57.1人/平方公里（2001年）。